# Patológia

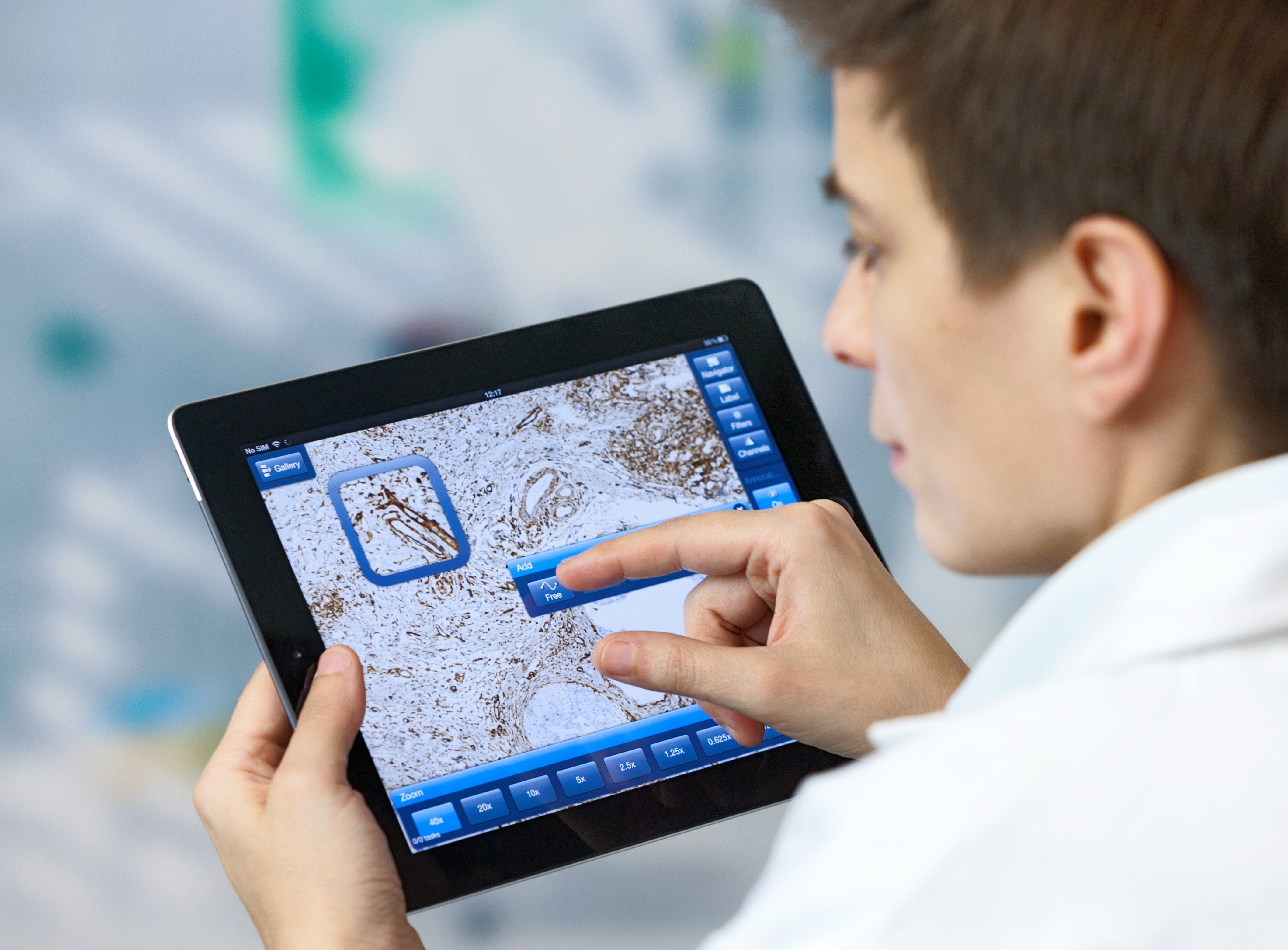
Patológia

A kórtan avagy patológia (az ógörög pathosz (πάθος) = szenvedés és -logia (-λογία) = valaminek a tanulmányozása szóösszetételből) az emberi orvoslásban a beteg sejtek, szövetek és szervek szerkezeti és funkcionális változásaival foglalkozik. „A patológia az orvostudomány alapja, összeköti az elméleti tudományokat a klinikummal, választ keres a betegségek tüneteit és a betegek panaszait okozó morfológiai és funkcionális elváltozásokkal kapcsolatos kérdésekre.”
A növények elváltozásaival foglalkozó tudomány neve növénykórtan (fitopatológia), az állatokéval az állatkórtan (zoopatológia) foglalkozik.

## A patológia vizsgálati szempontjai

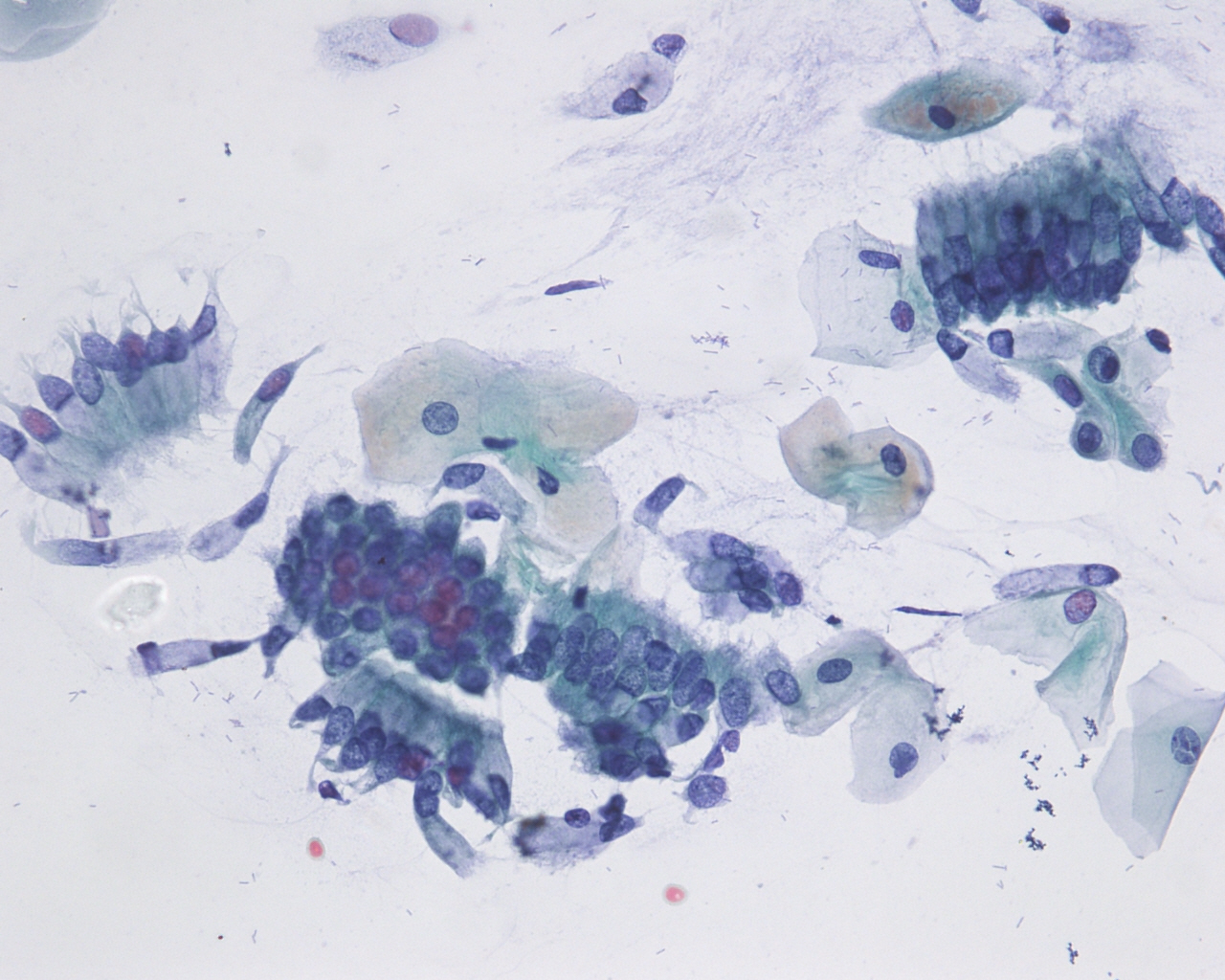
sejtek

A négy legfőbb szempont, melyek szerint a betegségeket a patológia vizsgálja:
- Etiológia: mi okozza a betegséget
- Patogenezis: a betegség lefolyása, mechanizmusa
- Morfológia: a sejteket, szöveteket, szerveket érintő szerkezeti változások
- Klinikai szempont: a morfológiai változások funkcionális következményei

## A patológia területei
- Anatómiai patológia
- Törvényszéki patológia
- Citopatológia
- Citogenetika
- Mikrobiológia
- Nozológia (a betegségek osztályozásának tudománya)
- Hematológia
- Immunológia
- Kórszövettan (károsodott szövet mikroszkópos elemzése)

## A patológia módszerei
1. Makroszkópos patológia (autopsia, necropsia vagy boncolás)
2. Mikroszkópos patológia (szövettan, immunhisztokémia, elektronmikroszkópia)
3. Diagnosztikus célból eltávolított szövetminta biokémiai és molekuláris biológiai elemzése